# East End (Hampshire)
East End – wieś w Anglii, w hrabstwie Hampshire, w dystrykcie New Forest. Leży 33 km na południe od miasta Winchester i 125 km na południowy zachód od Londynu.